# Zbigniew Suliga
Zbigniew Suliga (ur. 04 lipca 1952, zm. 25 czerwca 2022) – polski artysta fotograf. Członek Stowarzyszenia Marynistów Polskich. Członek założyciel Słupskiego Klubu Fotograficznego Fotoaktywni. Członek Fotograficznej Grupy Twórczej Kontur.

## Życiorys
Zbigniew Suliga związany z pomorskim środowiskiem fotograficznym, mieszkał i pracował w Słupsku – był związany z fotografią artystyczną od 1976 roku. Pracował jako instruktor fotografii w ośrodkach kultury w Ustce, Bydgoszczy i Słupsku. Szczególne miejsce w jego twórczości zajmowała fotografia krajobrazowa, fotografia pejzażowa, fotografia marynistyczna. Dużą część dorobku artystycznego Zbigniewa Suligi stanowiła fotografia wykonana techniką otworkową. 
Zbigniew Suliga był autorem i współautorem wielu wystaw fotograficznych; indywidualnych i zbiorowych; krajowych i międzynarodowych – w Polsce i za granicą. Jego fotografie były prezentowane m.in. w Danii, Niemczech, Portugalii, Szwecji. Był inicjatorem i współtwórcą szeregu plenerów fotograficznych: Ustka – zapis posezonowy, Łeba – zapis posezonowy, Jarosławiec – zapis posezonowy. W 2013 roku był inicjatorem i współorganizatorem giełdy aparatów fotograficznych w Słupsku. Jako fotograf współpracował z Teatrem Dramatycznym w Słupsku i Teatrem Rondo. Uczestniczył w pracach jury w konkursach fotograficznych. 
W 2009 roku Zbigniew Suliga został przyjęty w poczet członków Fotoklubu Rzeczypospolitej Polskiej Stowarzyszenia Twórców. Decyzją Komisji Kwalifikacji Zawodowych Fotoklubu RP, otrzymał dyplom potwierdzający kwalifikacje do wykonywania zawodu artysty fotografa, fotografika (legitymacja nr 248). W 2013 roku za osiągnięcia na niwie fotografii został uhonorowany statuetką Toruńskiego Flisaka. Prace Zbigniewa Suligi zaprezentowano w Almanachu (1995–2017), wydanym przez Fotoklub Rzeczypospolitej Polskiej Stowarzyszenie Twórców w 2017 roku. W 2018 roku został uhonorowany Medalem „Za Zasługi dla Fotografii Polskiej” – odznaczeniem przyznawanym przez Kapitułę Fotoklubu Rzeczypospolitej Polskiej Stowarzyszenia Twórców – w 100. rocznicę odzyskania przez Polskę niepodległości. W działalności Fotoklubu RP uczestniczył do 2021. Został pochowany 1 lipca 2022 na Starym Cmentarzu w Słupsku.

## Odznaczenia
- Srebrny Medal „Za Fotograficzną Twórczość”[10][25]
- Odznaka honorowa „Zasłużony dla Kultury Polskiej”[25]
- Medal „Za Zasługi dla Fotografii Polskiej” (2018)[25]

## Publikacje (albumy)
- Powiat Słupski
- 100-lecie Ratusza w Słupsku
- Muzeum  w Klukach

Źródło